# Szessú Tójó
Szessú Tójó (雪舟 等楊; Oda Tójó 1431 óta , egyéb nevei: Tójó, Unkoku, Bikeiszai; 1420 – 1506. augusztus 26.) A Muromacsi-kori Japán legjelentősebb tus festője. Oda (小田家) szamuráj család sarja. Rinzai Zen Buddhista szerzetesnek tanult. Már korán megmutatta művészi tehetségét és a kora legjelentősebb Japán művészévé vált, Japánban és Kínában széleskörűen elismert. Szessú ismereteit Tensó Súbuntól szerezte.
Tájfestészetére a kínai Szung-dinasztia hatott. 1468-69 - ben Ming Kínába utazott, ahol gyorsan hírnévre tett szert. Visszatérte után egy műhelyt építtetett és sok követőre talált, akiket manapság az Unkoku-rin iskola tagjaiként ismerünk. Fennmaradt festményei nagy része tartalmazza a festő aláírását vagy pecsétjét. Bár csak néhányat tulajdoníthatunk neki. A legjelentősebb munkája a "Hosszú tekercskép" (山水長巻, Szanszui csókan).

## Életrajz
Szessú Akahamában, Bitcsu provinciában született, ez ma az Okajama prefektúrába tartozik. A családneve az Oda, de az eredeti neve nem ismert. A Tójó nevet 1431-ben kapta, amit a Hofuku-dzsi Zen templomában szójai tartózkodása alatt szerzett. Kanó Einó „ A Japán festészet történelme” című műve hasznos információkkal szolgál a fiatal festő életéről. A 17. századi forrás egy nagyon ismert anekdotát tartalmaz a fiatal festőről: feltehetőleg a jövőbeli festő nem tanulna Zent, inkább több időt töltene műveivel. Egyszer elégedetlensége miatt megbüntették, kikötözték egy oszlophoz a templom csarnokában. Kis idő után egy szerzetes ment meglátogatni őt, meglepettségén felugrott, mivel Szessú lábánál látott egy egeret, de igazából az csak egy festmény volt, amit Szessú festett a könnyeivel. A történet ismert, viszont a valósága kérdéses.

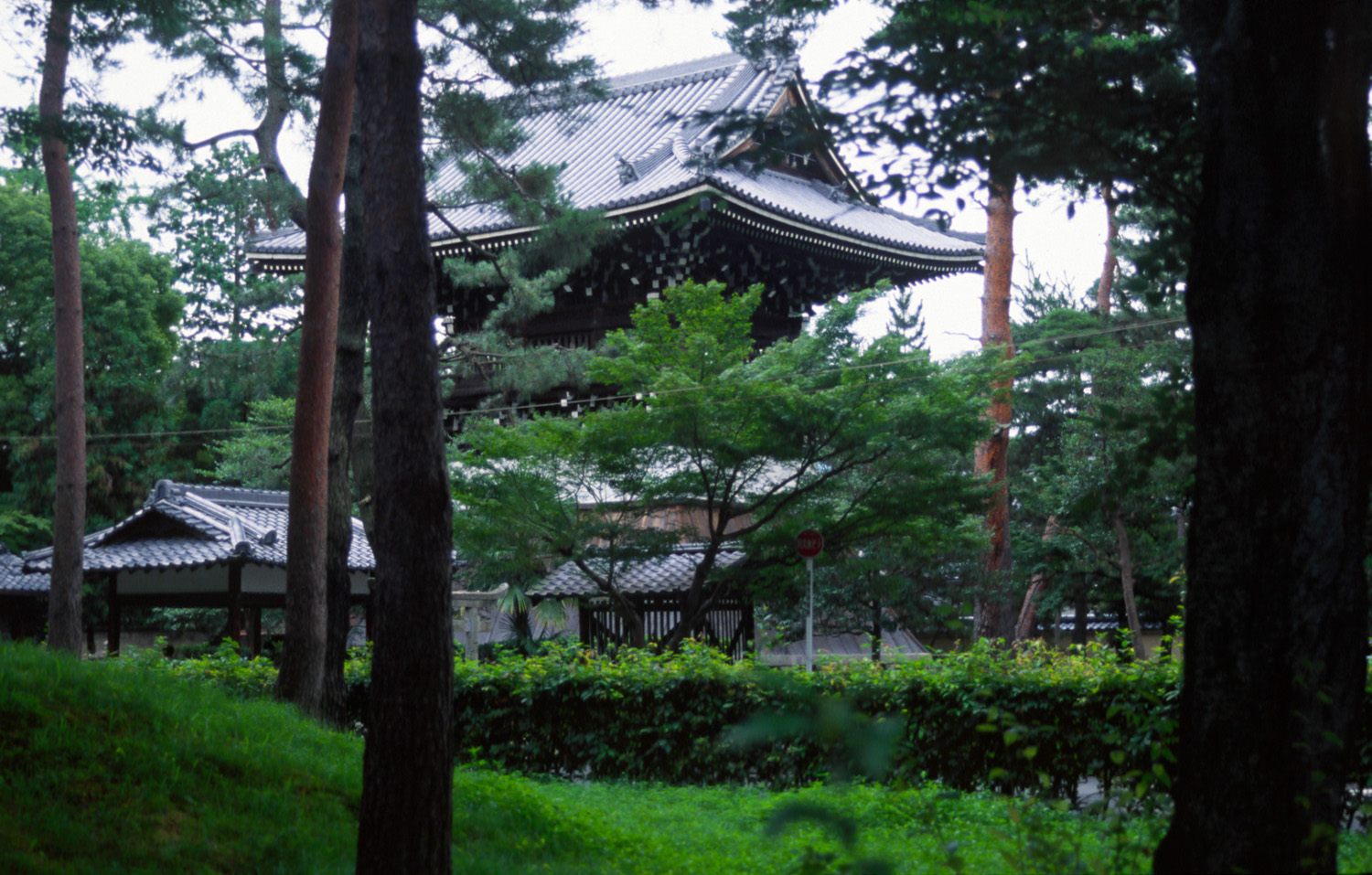
Sókoku-dzsi, a Zen templom, ahol Szessú festészetet tanult Súbuntól

1440 körül Szessú Bitcsuból Kiotóba, a korabeli Japán fővárosba, ment. Szerzetesként élt a Sókoku-dzsi Zen templomában. Sunrin Szuto (春林周藤) Zen mestertől vallást tanult és Tensó Shúbuntól művészetet, aki akkor a legelismertebb Japán festőművész volt. Művészetét a Kínai Szung-dinasztia művészei ihlették mint Ma Juan, Hszia Kuj, Kuo Hszi stb. Ebből a korszakából nem maradt fen műve, de a későbbi műveire is hatással volt. 20 évet töltött Kiotóban, ez után a Jamagucsi prefektúrába ment, hogy az Unkoku templom főpapja legyen. Ekkor nevezte el magát Szessúnek (hó hajó/ csónak).
Az expedíciók Kínába általában Jamagucsiból indultak, bizonyára ezért is választotta ezt a várost. Felkérést kapott Jamagucsi uraitól, az Óucsi családtól, akik akkoriban az egyik legbefolyásosabb Japán családnak számítottak. A kereskedő útján 1468-ban Dél-Kínában ért partot. Feladata egyszerű volt, kínai műalkotásokat vásárolt tehetősebb Japán pártfogók számára. A festő viszont csalódott a Ming-dinasztia művészetében, mivel az nagyban eltért a Szung-kori modelltől. Gyorsan ismertté vált és a korabeli források arra utalnak, hogy jutalékot is kaphatott a pekingi császártól. A legjobb állapotban négy tekercsképe maradt fenn, amik most a Tokiói Nemzeti Múzeum tulajdonát képezik.
Szessú 1469-ig maradhatott csak Kínában, mivel az Ónin-háború miatt nem tartózkodhatott tovább Jamagucsiban. Emiatt a kjúsúi Óita prefektúrában maradt, ahol megépítette műtermét a Tenkai Zuga-ró-t. Festésből és tanításból tartotta el magát és gyakran utazott el Japán különböző pontjára. 1478-ban Kanetaka Masuda, Iwami provincia urának meghívására Masudába ment, ahol a Súkan-dzsi (崇観寺) köré tervezett két zen kertet. Természetesen Masuda Kanetaka portréját is megfestette. Itt születtek „A madár” és „ A négy évszak virágai” című művei is.
1486-ban visszatérhetett Jamagucsiba. 1506-ban 87 évesen hunyt el.

## Festményei

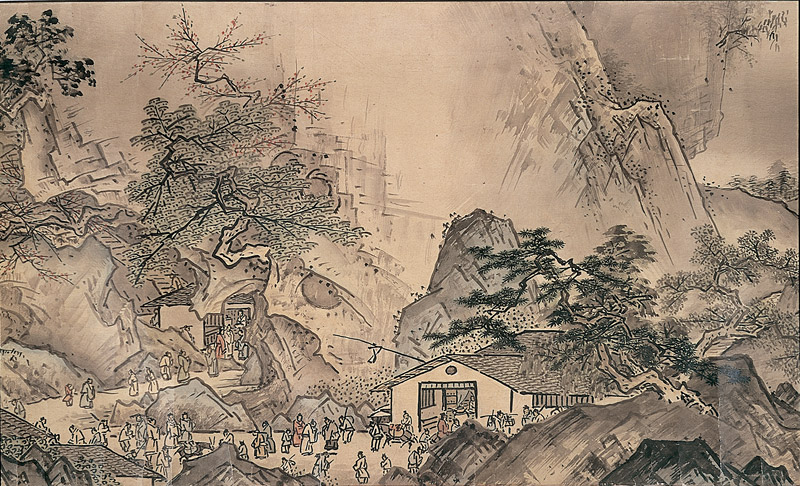
"A négy évszak" (紙本墨画淡彩四季山水図, shihon bokuga tansai)

Fennmaradt munkái nagy része élete utolsó éveiből származnak, beleértve a 15 méteres „Hosszú tekercskép” (Sansui csókan, 1486), ami a legfontosabb művének mondható. Fellelhetőek benne tanára,Tensó Súbun, stílusa és technikái, amiket erősen befolyásolt a Szung-dinasztiabeli Kína. Bár a Kínai mintával ellentétben Szessú művei kontrasztosabbak, a vonások vastagabbak és erőteljesebbek és nem található rajtuk vers. A másik jelentős műve a „ A négy évszak”, nagyban hasonlít az előbbihez, bár szabadabbnak mondható. Az „Ama-no-Hashidate látványa” című művét madártávlatból festette meg. Az ekkor nyolcvanas éveiben járó művésznek a látvány érdekében meg kellett másznia egy magas hegyet.